# Situazione patrimoniale
La situazione patrimoniale è il complesso di informazioni circa lo stato degli elementi dell'attivo e del passivo di un'impresa. In bilancio è fornita dallo stato patrimoniale sotto il profilo numerico, e dalla nota integrativa sotto il profilo descrittivo.
La situazione patrimoniale è l'attitudine dell'impresa a mantenere nel tempo
una struttura patrimoniale, ossia una composizione di fonti e di impieghi, che le
consenta di continuare ad operare in condizioni di equilibrio.
La situazione patrimoniale consente di visionare, alla fine di un esercizio che in genere finisce al 31 dicembre dell'anno, l'elenco delle attività, a loro volta divise in attivo immobile e attivo circolante.
Una apposita situazione patrimoniale deve essere redatta ove ricorrano casi particolari nella vita dell'impresa: perdite di capitale, fusioni, scissioni.
Alla fine come risultato della situazione patrimoniale avremo quanto vale l'azienda (patrimonio netto), quanti debiti ha l'azienda (passività), e il totale dell'attivo (attività). All'interno delle passività vanno suddivisi i debiti a breve termine e a medio/lungo termine.